# Hardoi
Hardoi è una suddivisione dell'India, classificata come municipal board, di 112.474 abitanti, capoluogo del distretto di Hardoi, nello stato federato dell'Uttar Pradesh. In base al numero di abitanti la città rientra nella classe I (da 100.000 persone in su).

## Geografia fisica
La città è situata a 27° 25' 0 N e 80° 7' 0 E e ha un'altitudine di 133 m s.l.m..

## Società

### Evoluzione demografica
Al censimento del 2001 la popolazione di Hardoi assommava a 112.474 persone, delle quali 59.877 maschi e 52.597 femmine. I bambini di età inferiore o uguale ai sei anni assommavano a 14.282, dei quali 7.499 maschi e 6.783 femmine. Infine, coloro che erano in grado di saper almeno leggere e scrivere erano 81.576, dei quali 46.012 maschi e 35.564 femmine.